# Енциклопедия на Юнле
Енциклопедия в годините на управление под девиза Юнлъ (на китайски: 永樂大典, Юнлъ Дадиен) – най-голямата книжна енциклопедия в историята на човечеството, в която, по замисъла на китайския император Юнлъ от династия Мин (1368 – 1644), е трябвало да бъде записано всичко което е било известно на китайските учени през 1407 година.
По съставяне на енциклопедията били привлечени хиляди учени от академията Ханлин. Енциклопедията наброявала 22 877 свитъка, подразделени в 11 095 тома. В съдържанието на този труд влезли обширни изложения на конфуциански текстове и цели трактати на класически автори.
Очевидно е съществувал единствен пълен екземпляр на енциклопедията. До наши дни са се запазили около 400 тома, една четвърт от която била публикувана в КНР през 1962 година.